# Ostrov u Bezdružic
Ostrov u Bezdružic é uma comuna checa localizada na região de Plzeň, distrito de Plzeň-sever.